# Emma xứ Normandie
Emma xứ Normandie (985 – 6 tháng 3 1052) là một vương hậu của Anh, Đan Mạch và Na Uy. Bà là con gái của Richard I xứ Normandy, và người vợ thứ hai của ông, Gunnora. Thông qua các cuộc hôn nhân của mình với Æthelred Bất tài (1002-1016) và Cnut Đại đế (1017-1035), bà trở thành vương hậu của Anh, Đan Mạch và Na Uy. Bà là mẹ của ba người con trai, Vua Edward Kẻ xưng tội, Alfred theling và Harthacnut, cũng như hai cô con gái, Goda của Anh và Gunhilda của Đan Mạch. Ngay cả sau khi cái chết của chồng, Emma vẫn là một bà hoàng đáng mến trong mắt dân chúng, và tiếp tục tích cực tham gia vào các hoạt động chính trị. Bà là nhân vật trung tâm của Encomium Emmae Reginae, một nguồn quan trọng cho lịch sử của chính trị Anh đầu thế kỷ 11. Như Catherine Karkov nói, Emma là một trong những vương hậu thời trung cổ được thể hiện trực quan nhất.

## Kết hôn với Æthelred II
Trong một nỗ lực để hoà bình xứ Normandy, Vua Ǽthelred II của Anh kết hôn với Emma vào năm 1002. Tương tự như Richard II, Công tước xứ Normandy hy vọng sẽ cải thiện được mối quan hệ với người Anh trước cuộc xung đột gần đây và một âm mưu bắt cóc thất bại chống lại Richard bởi Æthelred. Các cuộc đột kích của người Viking vào nước Anh thường được đặt trụ cuộc tại Normandy vào cuối thế kỷ thứ 10, và vì vậy lại kết thúc cuộc hôn nhân này nhằm mục đích đoàn kết chống lại mối đe dọa của người Viking. Sau khi kết hôn, Emma được đặt tên tiếng Angl-Saxon là Anglfgifu, được sử dụng cho các vấn đề chính thức, và Emma trở thành vương hậu Anh. Bà đã nhận được tài sản của riêng mình ở Winchester, Rutland, Devonshire, Suffolk và Oxfordshire, cũng như thành phố Exeter.
Æthelred và Emma có hai con trai, Edward Kẻ xưng tội và Alfred theling, và một cô con gái, Goda của Anh (hoặc Godgifu).
Khi Vua Sweyn Forkbeard của Đan Mạch xâm chiếm và chinh phục nước Anh vào năm 1013, Emma và các con của bà đã được gửi đến Normandy, nơi Ǽthelred II cùng chạy trốn ngay sau đó. Họ trở về Anh sau cái chết của Sweyn năm 1014.
Cuộc hôn nhân của Emma và Æthelred kết thúc khi Æthelred qua đời ở London vào năm 1016. Con trai lớn nhất của Æthelred từ cuộc hôn nhân đầu tiên của ông, Æthelstan, đã được thừa kế làm vua Anh cho đến khi ông chết vào tháng 6 năm 1014. người sống sót lâu nhất trong số đó là Edmund II. Emma đã cố gắng để con trai lớn của mình, Edward, được công nhận là người thừa kế. Mặc dù phong trào này được hỗ trợ bởi cố vấn trưởng của Æthelred, Eadric Streona, nhưng hi vọng đó đã bị Edmund II, con trai lớn thứ ba của Æthelred, và các đồng minh của ông ta, những người cuối cùng nổi dậy chống lại cha mình và coi Emma chỉ là dì ghẻ, và những đứa con của "dì ghẻ" thì không có quyền được thừa kế.
Năm 1015, Cnut, con trai của Sweyn Forkbeard, xâm chiếm nước Anh. Ông ấy bị đưa ra khỏi Luân Đôn cho đến khi cái chết của Æthelred và Edmund vào tháng Tư và tháng 11 năm 1016. Nữ hoàng Emma đã cố gắng duy trì sự kiểm soát của Anglo-Saxon ở London cho đến khi cuộc hôn nhân của bà với Cnut được sắp xếp. Một số học giả tin rằng cuộc hôn nhân đã cứu mạng con trai của bà, vì Cnut đã cố gắng tự thoát khỏi những yêu sách đối thủ, nhưng cuối cùng thì Cnut vẫn tha mạng cho họ.

## Kết hôn với Cnut

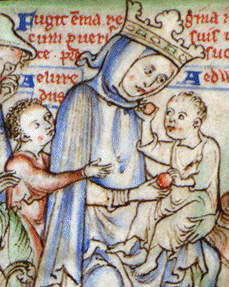
Emma chạy trốn khỏi Anh cùng hai đứa con trai nhỏ sau cuộc xâm lược của Sweyn Forkbeard (1013). Chi tiết về một bức tranh thu nhỏ của thế kỷ 13 (Fugit emma regina cum pueris suis in Normanniam cum pueris suis ut ibidem a duce patre suo protegatur).

Cnut giành được quyền kiểm soát hầu hết nước Anh sau khi ông đánh bại Edmund Ironside vào ngày 18 tháng 10 tại Trận Assandun, sau đó họ đồng ý chia cắt vương quốc, Edmund lấy Wessex và Cnut phần còn lại của đất nước. Nhưng Edmund qua đời ngay sau đó vào ngày 30 tháng 11 và Cnut trở thành vua của tất cả nước Anh. Vào thời điểm kết hôn, những đứa con trai của Emma từ cuộc hôn nhân của bà đến Ǽthelred II được gửi đến sống ở Normandy dưới sự dạy dỗ của anh trai bà. Lúc này Emma trở thành Vương hậu Anh, và sau đó là Đan Mạch và Na Uy.
Encomium Emmae Reginae nói trong cuốn sách thứ hai rằng cuộc hôn nhân của Emma và Cnut, mặc dù bắt đầu như một chiến lược chính trị, nhưng đã trở thành một cuộc hôn nhân trìu mến. Trong cuộc hôn nhân của họ, Emma và Cnut có một cậu con trai, Harthacnut và một cô con gái, Gunhilda.

## Âm mưu liên quan đến cái chết của Alfred (Ǽthelred)

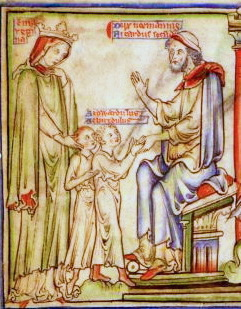
Vương hậu Emma và các con trai của bà được Công tước Richard II của Normandy tiếp nhận. Thư viện Đại học Cambridge.

Năm 1036, Alfred Aetheling và Edward the Confession, con trai của Emma với Æthelred, trở về Anh từ nơi lưu đày ở Normandy để thăm mẹ họ. Trong thời gian ở Anh, họ được bảo vệ bởi Harthacnut. Tuy nhiên, Harthacnut đã tham gia với vương quốc của mình ở Đan Mạch. Alfred bị bắt và bị làm hỏng mắt do bị cầm bàn ủi nóng lên mắt. Sau đó ông chết vì vết thương.
Edward thoát khỏi cuộc tấn công, và trở về Normandy. Ông trở lại sau khi vị trí của mình trên ngai vàng đã được bảo đảm.
Encomium Emmae Reginae đổ lỗi cho việc bắt giữ, tra tấn và giết người hoàn toàn của Alfred đối với Harold Harefoot, nghĩ rằng ông ta có ý định tống khứ hai kẻ yêu sách tiềm năng hơn lên ngai vàng Anh bằng cách giết Edward và Alfred. Một số học giả đưa ra lập luận rằng đó có thể là Godwin, Bá tước Wessex, người đang đi cùng Alfred và Edward với tư cách là người bảo vệ họ.

## Harthacnut và Edward the Confesor Phối hợp trị vì
Harthacnut, con trai của Cnut, đã kế vị ngai vàng của Đan Mạch sau cái chết của cha mình vào năm 1035. Năm năm sau, ông và anh trai của mình, Edward the Confessor, chia sẻ ngai vàng nước Anh, sau cái chết của Harold, anh trai cùng cha khác mẹ của Harthacnut. Triều đại của họ rất ngắn, chỉ kéo dài hai năm trước khi chính Harthacnut sụp đổ.
Emma đóng một vai trò trong triều đại phối hợp này bằng cách là nối ràng buộc chung giữa hai vị vua. Sách Encomium của Vương hậu Emma cho rằng bản thân bà có thể đã có một vai trò quan trọng, thậm chí là một vai trò bình đẳng trong sự đồng lãnh đạo của vương quốc Anh.

## Qua đời và chôn cất

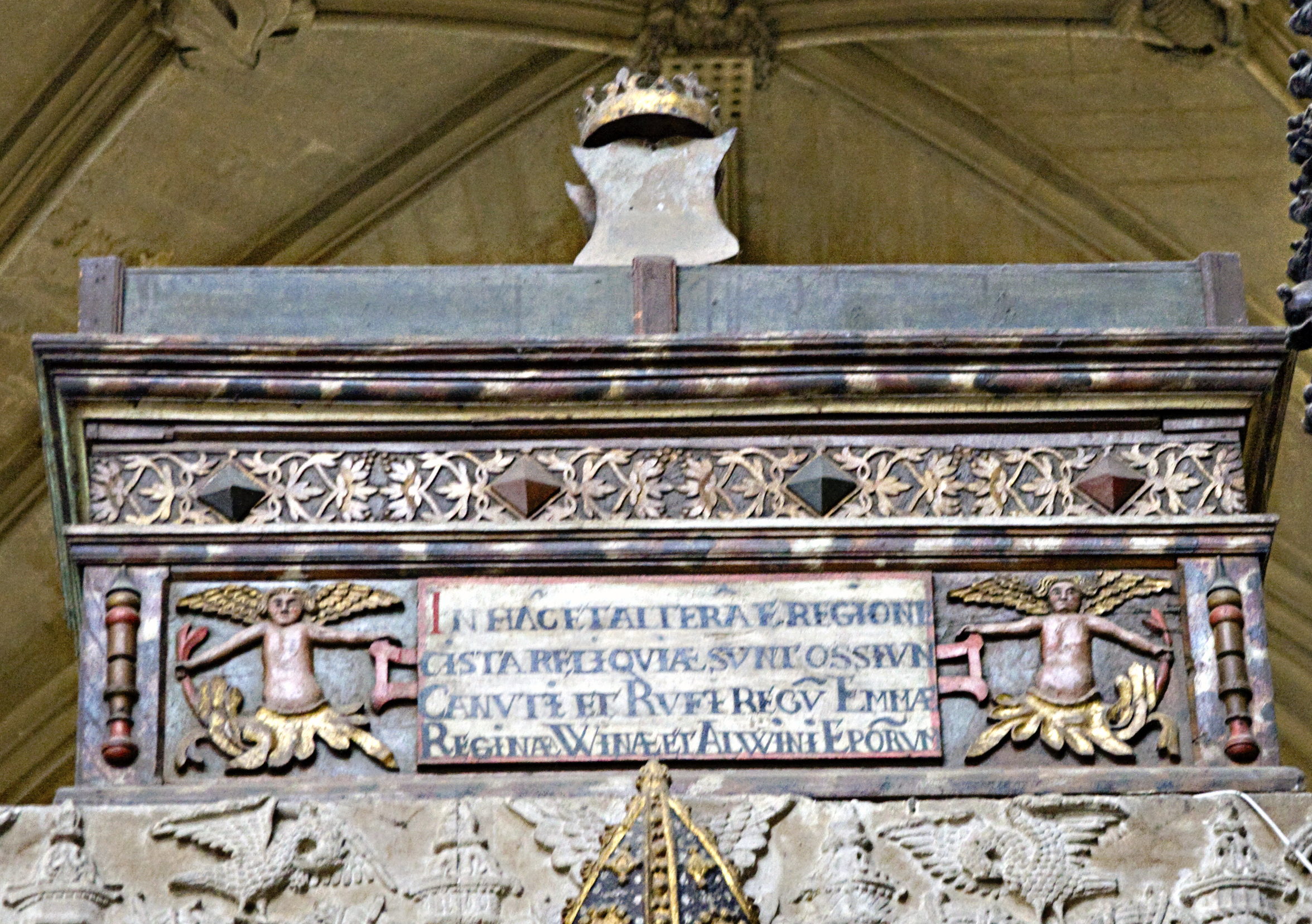
Trái Tim của Emma được đặt ở Tu viện Westminster

Sau cái chết của bà vào năm 1052, Emma được an táng cùng với Cnut và Harthacnut trong Tu viện cổ Minster, Winchester, trước khi được chuyển đến nhà thờ mới được xây dựng sau Cuộc chinh phục Norman. Trong cuộc Nội chiến Anh (1642-1651), hài cốt của họ đã bị phá hủy và nằm rải rác trên sàn Nhà thờ bởi các lực lượng quốc hội. Vào năm 2012, Daily Mail đã báo cáo rằng các nhà khảo cổ học của Đại học Bristol "sẽ sử dụng các kỹ thuật DNA mới nhất... để xác định và tách một kho xương lộn xộn".

## Hậu duệ
Bà kết hôn với Alfred và có ba người con:
- Edward the Confessor
- Goda của Anh
- Alfred Ætheling

Bà kết hôn với Cnut Đại đế và có hai người con:
- Harthacnut
- Gunhilda của Đan Mạch

## Vương hậu Emma
Như Pauline Stafford đã lưu ý, Emma là người đầu tiên được coi là vương hậu thời trung cổ đầu tiên được miêu tả qua chân dung đương đại. Cuối cùng, Emma là nhân vật trung tâm của Encomium Emmae Reginae (tựa đề không chính xác là Gesta Cnutonis Regis trong thời Trung cổ sau này)một nguồn quan trọng cho nghiên cứu về sự kế thừa tiếng Anh trong thế kỷ 11. Trong triều đại của Æthelred, Emma rất có thể phục vụ ít hơn một kẻ đầu sỏ một hiện thân vật lý của hiệp ước giữa người Anh và người vha người Norman của bà. Tuy nhiên, ảnh hưởng của bà tăng lên đáng kể dưới thời Cnut. Cho đến năm 1043, Stafford viết, Emma là người phụ nữ giàu nhất nước Anh và nắm giữ những vùng đất rộng lớn ở East Midlands và Wessex." Thẩm quyền của Emma không chỉ đơn giản là gắn liền với đất đai dao động rất lớn từ năm 1036 đến 1043,mà bà cũng đã có những bước tiến đáng kể trên các giáo hội của Anh.